# Američtí vačnatci
Američtí vačnatci (Ameridelphia) je skupina amerických vačnatců, která zahrnuje téměř 100 druhů. Jediným americkým vačnatcem, který nepatří do této skupiny, je kolokolo (Dromiciops gliroides), jediný dnes žijící zástupce řádu kolokolové (Microbiotheria) a bazální člen linie australští vačnatci (Australidelphia). Američtí vačnatci se od australských vačnatců odlišují anatomií kloubního spojení mezi hlezenní kostí (astragalus) a patní kostí (calcaneus) a párováním spermií v nadvarlatech. Skupina Ameridelphia je nicméně parafyletická, protože se v rámci ní odvětvují Australidelphia.